# Blue Banisters (singolo)
Blue Banisters è un singolo promozionale della cantante statunitense Lana Del Rey, pubblicato il 20 maggio 2021 ed estratto dall'ottavo album in studio omonimo.

## Pubblicazione
Il 28 aprile 2021 Lana Del Rey ha annunciato l'imminente uscita del suo successivo album. Il seguente 20 maggio ha pubblicato Blue Banisters a sorpresa insieme a Text Book e Wildflower Wildfire come singoli promozionali per il disco.

## Descrizione
Scritta e composta da Lana Del Rey e Gabe Simon e prodotta da quest'ultimo, Blue Banisters è una ballata di pianoforte. Nel testo ricorda un ex che è ora per lei diventato un lontano ricordo, anche grazie al supporto ricevuto dalle amiche. Viene utilizzata la metafora di un parapetto: se l'amante le aveva promesso che sarebbe rimasto al suo fianco e che avrebbe continuato a dipingerlo di blu, ora che non c'è più si raduna con le amiche per verniciarlo con altri colori, andando così a creare nuovi ricordi.

## Video musicale
Il video musicale del brano è stato pubblicato sul canale YouTube di Lana Del Rey il 20 ottobre 2021. Vede la cantante inscenare il testo della canzone, guidando un veicolo Deere & Company e dipingendo la sua ringhiera con vernice blu.

## Tracce
Testi e musiche di Lana Del Rey e Gabe Simon.
1. Blue Banisters – 4:52

## Formazione
Musicisti
- Lana Del Rey – voce
- Gabe Simon – organo elettronico, pianoforte

Produzione
- Gabe Simon – produzione, ingegneria del suono
- Adam Ayan – mastering